# Dat ene woord - Feyenoord
Dat ene woord - Feyenoord (prt: Feyenoord: A Força Dessa Palavra; bra: Feyenoord: Por Dentro do Time) é uma série de documentários esportivos lançada no Disney+.

## Produção
Em fevereiro de 2021, o Feyenoord e a The Walt Disney Company anunciaram a produção de uma série do Disney+, que veria a empresa produzindo um documentário sobre o Feyenoord durante a temporada 2020-2021. A série consistirá em 8 episódios. Em maio de 2021, o Feyenoord anunciou que a série seria intitulada Dat ene woord - Feyenoord e estaria disponível a partir de 27 de agosto de 2021. Mais tarde, foi anunciado que a série teria um nono episódio, com o lançamento do primeiro episódio sendo adiado para 1º de setembro.
Em outubro de 2021, a Lusus Media confirmou que estava em discussões com o Feyenoord e a Disney sobre uma possível segunda temporada da série, com a primeira temporada sendo considerada um sucesso. Se fosse dado o sinal verde, a segunda temporada seguiria o Feyenoord durante sua temporada de 2022-23, com episódios transmitidos em 2023.

## Episódios
| Temporada | Temporada | Episódios | Episódios | Originalmente lançado |                 |
| --------- | --------- | --------- | --------- | --------------------- | --------------- |
|           | 1         | 9         | 9         | 1 setembro 2021       | 1 setembro 2021 |
|           | 2         | TBA       | TBA       | 2023                  | 2023            |

### 1ª temporada (2021)
| N.º | Título      | Lançamento             |
| --- | ----------- | ---------------------- |
| 1   | "Hoop"      | 1 de setembro de 2021  |
| 2   | "Lockdown"  | 8 de setembro de 2021  |
| 3   | "Injuries"  | 15 de setembro de 2021 |
| 4   | "Recovery"  | 22 de setembro de 2021 |
| 5   | "Taken Out" | 29 de setembro de 2021 |
| 6   | "Rivalry"   | 6 de outubro de 2021   |
| 7   | "Deception" | 13 de outubro de 2021  |
| 8   | "Desperate" | 20 de outubro de 2021  |
| 9   | "Finale"    | 27 de outubro de 2021  |

### 2ª temporada (2023)
Disney+ e Lusus Media estão em negociações para uma segunda temporada.